# وحیدالله زید
وحیدالله زید (انگلیسی: Wahid Ullah Zaid؛ زادهٔ ۱ سپتامبر ۱۹۴۴) یک کشتی‌گیر فرنگی اهل افغانستان است.
وی در بازی‌های المپیک تابستانی ۱۹۶۴ شرکت کرده است.